# Böyük Kirs
Böyük Kirs (azer. Böyük Kirs Dağı, orm. Մեծ Քիրս Լեռ; także Wielki Kirs) – góra o wysokości 2725 m n.p.m. (lub według źródeł ormiańskich 2724,6 m n.p.m.) w paśmie Gór Karabaskich, do 2023 roku znajdująca się de iure na terenie Azerbejdżanu, de facto pod kontrolą Republiki Górskiego Karabachu (Arcach). Po tym, jak Górski Karabach utracił część terytorium, na którym leżał szczyt Murovdağ (3724 m n.p.m.) w wyniku konfliktu zbrojnego, od 2020 Böyük Kirs stanowił faktycznie najwyższy szczyt na terytorium kontrolowanym przez to państwo. Znajduje się na styku rejonów Laçın, Xocavənd i Şuşa. Góra składa się ze skał osadowych jury środkowej, z jej stoków wypływa rzeka Allı çayı.

## Galeria

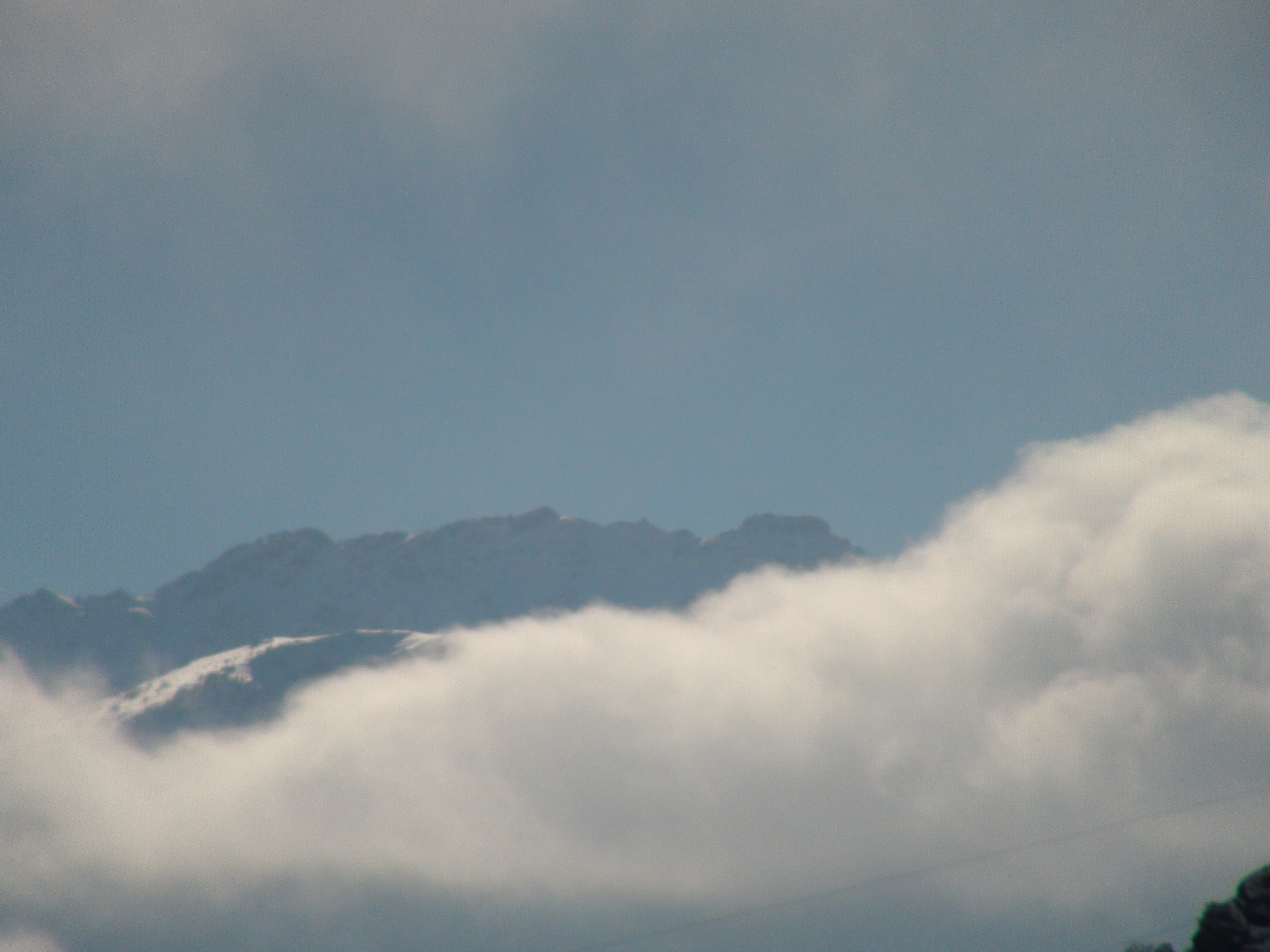
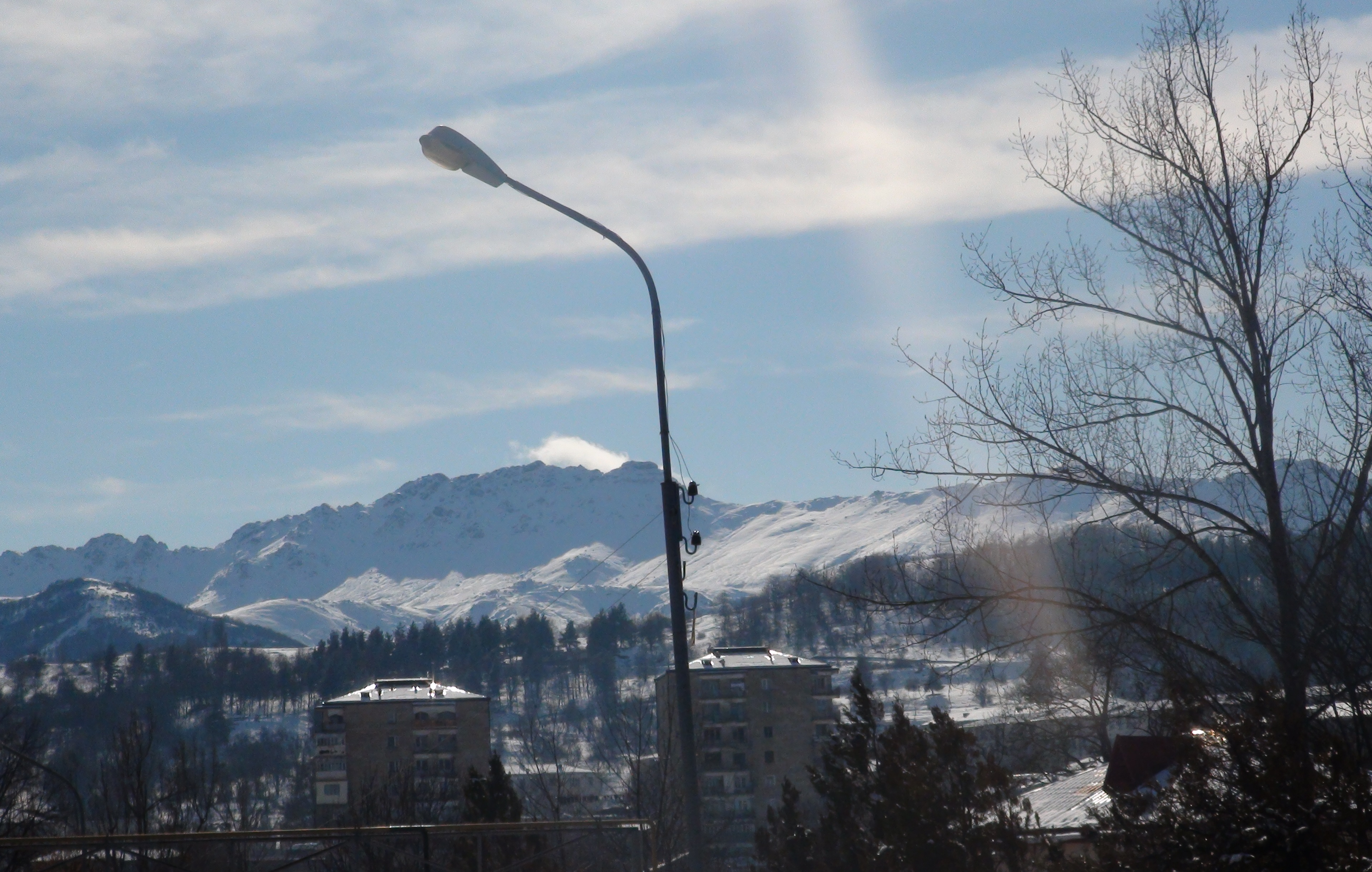
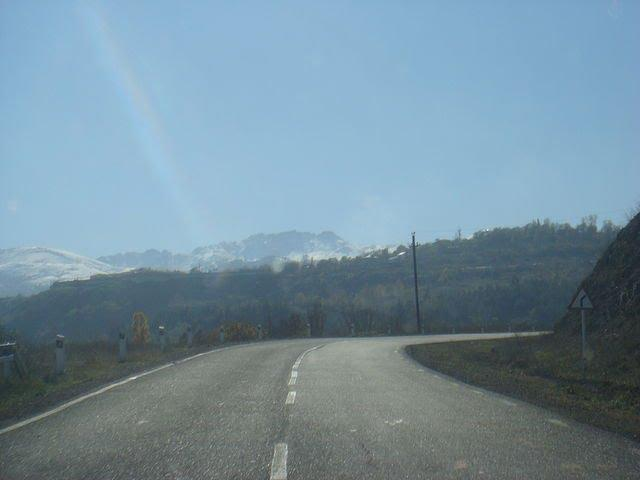